# Propriocepcja
Propriocepcja, kinestezja, zmysł kinestetyczny, czucie głębokie – zmysł orientacji ułożenia części własnego ciała. Receptory tego zmysłu (proprioreceptory) ulokowane są w mięśniach, ścięgnach i stawach. Dostarczają mózgowi informacji o tonusie mięśniowym. Dzięki temu zmysłowi mózg wie, jak ułożone są kończyny bez patrzenia na nie.
Układ propriocepcji odbiera bodźce związane z uciskiem, rozciągnięciem, ustawieniem i ruchem ciała wobec siebie. Prawidłowa integracja w obrębie tego układu jest niezbędna do dobrego rozwoju odruchów (rozwój reflektoryczny), planowania i prowadzenia ruchu, regulacji napięcia mięśniowego i koordynacji pracy mięśni, a także wyższych czynności umysłowych, przede wszystkim związanych ze schematem ciała. Niedostatek informacji proprioceptywnej może być częściowo kompensowany wzrokiem. Osoby, które mają uszkodzony układ czucia głębokiego (proprioceptywnego), dostarczają sobie więcej bodźców przez zwiększone napięcie mięśniowe (np. bardzo mocno trzymają ołówek) lub przez ruchy stereotypowe. Mają problemy zarówno ze stabilizacją, jak i dysocjacją, np. mają trudności w oddzielaniu pracy rąk od pracy tułowia podczas pisania.
Bez informacji o tym, jak zachowuje się ciało, koordynacja wzrokowo-ruchowa byłaby niemożliwa. Na przykład gdy wchodzimy po schodach, mózg musi otrzymywać dane o tym, czy stopa już stanęła na kolejnym stopniu, czy jest równo ułożona, czy można się na niej oprzeć. Dopiero wtedy wysyła informacje do drugiej nogi o tym, że ma się poruszyć, jednocześnie przenosi ciężar ciała na pierwszą nogę itd. Informacja zwrotna jest konieczna do sprawnego wykonywania skoordynowanych ruchów.
Za koordynację wzrokowo-ruchową odpowiedzialny jest móżdżek, który dostaje informacje także z błędnika błoniastego.
Informacje dostarczają receptory umieszczone w mięśniach i ścięgnach (proprioreceptory) oraz w stawach. Proprioreceptory informują o wzajemnych napięciach mięśni i ścięgien. Receptory umieszczone w stawach reagują na zmiany ciśnienia towarzyszące ruchom stawów.
Zmysł ten bywa niezwykle rozwinięty u osób niewidomych.
Pojęcie propriocepcji jest używane również w robotyce, w znaczeniu pobierania informacji generowanych przez system robota, pochodzących z wewnętrznych czujników i bez interakcji z otoczeniem.